# Zubarah
Zubarah (en árabe: الزبارة, transliteración: Al Zubarah), también llamada Al Zubarah o Az Zubarah, es una ciudad en ruinas y abandonada que está situada en la costa occidental del norte de la península de Catar en el municipio de Madinat ash Shamal, a unos 105 km de la capital de Catar, Doha. Fue fundada por comerciantes de Kuwait a mediados del siglo XVIII, destruida en 1811 y abandonada en 1900.
Con una superficie cercana a 4,6 km², Zubarah es el sitio arqueológico más importante del país, que comprende la ciudad fortificada, un puerto, un canal al mar, dos murallas, el fuerte Murair y el más reciente, el fuerte Zubara.

## Historia
A finales del siglo XVII los Utub, procedentes de Arabia central, se establecieron en al-Zubar, pero en el siglo XVIII emigraron hacia lo que hoy es Kuwait; entre sus familias los Al Sabah (familia gobernante en Kuwait), los Al Djalahima, y los al Khalifa (gobernante en Baréin). En 1766 los Al Khalifa abandonaron Kuwait hacia al-Zubarah seguidos por el Djalahima. La ciudad se convirtió en un centro de la pesca de perlas especialmente desde 1776 cuando Basora pasó a Persia. Como el jeque de Bushire les disputaba el poder, los Al Khalifa se apoderaron de las islas de Baréin que eran posesión persa. Entonces los Al Khalifa se instalaron en Baréin pero conservaron el control de Zubarah. La soberanía de los Al Khalifa fue discutida por Rahma ibn Djaba Al Djalahima hasta su muerte en 1826 pero después fue la familia Al Thani, basada en el este de la península, la que aumentó progresivamente su poder y disputó Zubarah y el noroeste de Catar a los al Khalifa. En este tiempo Zubarah tenía unas 400 casas (2.000 habitantes).
En 1868, los Al Thani y los británicos firmaron el primer tratado que acordaba a estos últimos el derecho de intervenir en el conflicto con los Al Khalifa. En 1873 el agente político británico acordó con los Al Khalifa los derechos de aduana y acceso pero no la soberanía de Zubarah. En 1878 los Al Thani atacaron Zubarah y la destruyeron. Cuando en 1916 Catar fue reconocido como protectorado británico separado, el problema no estaba resuelto y Baréin reclamaba la zona; en 1937 Baréin protestó por una encuesta sobre las potencialidades de la zona portuaria de Zubarah, la tribu local de los Al Naim daba en su mayor parte a los al Khalifa y los Al Thani los atacaron y derrotaron. En julio de 1937 los al Thani tomaban posesión de Zubarah, mientras que los al Khalifa impusieron un embargo comercial que fue la causa de una gran decadencia del norte de Catar y después de toda la península.
En 1944, los británicos negociaron un arreglo acordando en Baréin los derechos de aduana y pasto, pero la tensión subsistió. En 1950 el embargo fue levantado a cambio de confirmar el derecho de visita del emir Al Khalifa y en 1951 los Al Naim, que habían huido a Baréin, pudieron regresar. En 1953 Baréin publicó unos mapas donde reclamaba la soberanía de Zubarah y en 1954 proclamó la reivindicación de manera oficial. Shaykh Ali Al Thani respondió reocupando el fuerte y en 1956 aumentó los efectivos de policía. En 1957 el agente británico proclamó que Baréin no tenía derechos de extraterritorialidad en la región lo que implicaba finalmente reconocer el dominio de los Al Thani.
En 1987 la fortaleza fue restaurada y se convirtió en museo. Los años 1980 y 1990 la cuestión fue otra vez planteada durante la negociación sobre otros litigios territoriales. Catar llevó unilateralmente la disputa sobre las islas Hawar a la Corte Internacional de Justicia de La Haya en 1991. Baréin protestó y en 1992 propuso llevar conjuntamente a la Corte todos los conflictos territoriales incluyendo el de Zubarah, pero Catar lo rechazó. Finalmente Baréin también lo llevó a la corte internacional que falló en 2001 dando las islas Hawar y Qit'at Jaradah a Baréin y Zubarah y la isla Janan en Catar.
Actualmente sólo queda el fuerte adaptado primero como comisaría de la Policía de Catar y desde 1987 como museo, y a unos 2 km al norte los restos del antiguo fuerte de Mura y las murallas, el territorio en el entorno es plano, salinizado y estéril.